# Еник тип J2
Еник тип J2 (фр. Unic Type J2) је аутомобил произведен 1911. године од стране француског произвођача аутомобила Еник.